# آيت أوليشك
بني ولشك (بالأمازيغية الريفية: ⴰⵢⵜ ⵓⵍⵉⵛⴽ، وبالفرنسية: Ait Oulichek)، هي قبيلة أمازيغية ريفية تقع في شمال شرق المغرب. يُستخدم مصطلح "آيت" أو "أيت" أو "آيْت" أو "بني" للإشارة إلى "أبناء" أو "ذرية"، وكان الشكل الأخير (بني) هو الأكثر شيوعًا في الإشارة إلى قبيلة ولشك حتى حملة التعريب الحديثة في المغرب.
تتنوع الصيغ الكتابية لاسم "آيت ولشك" نتيجة لاختلاف التسميات التي تطلقها قبائل الريف نفسها على هذه القبيلة، إضافةً إلى تنوع المصادر المكتوبة بين الأمازيغية والعربية والفرنسية والإسبانية والإنجليزية. ومن المثير للاهتمام أن أولى الإشارات إلى قبيلة آيت ولشك في منطقة الريف تظهر بعد الغزو المريني، وفقًا لما أورده الباحث كارلتون إس. كون.
يتحدث سكان آيت أوليشيك لهجة تاريفيت، وهي لغة أمازيغية شمالية.

## الغزو الإسباني
في عام 1920، بدأ الجيش الإسباني بقيادة الجنرال مانويل فرناندث سيلفستري حملة للسيطرة على جميع المناطق المحيطة بمدينة مليلية، وتمكّن نتيجة لذلك من إخضاع قبيلة آيت ولشك في 5 ديسمبر 1920. وقد نجح الإسبان في إخضاع كلٍّ من قبيلتي آيت ولشك وآيت سعيد عبر إحراق محاصيلهم ومصادرة ماشيتهم، لكنهم اختاروا في النهاية عدم نزع سلاحهم.
خلال معركة أنوال عام 1921، انضمت قبيلة آيت ولشك إلى صفوف القبائل المتحالفة مع آيت ورياغر (بقيادة عبد الكريم الخطابي)، وآيت توزين، وتامسمان، وإبقوين، وتفرسيت، وشاركوا في تمرد كبير ألحق هزيمة عسكرية قاسية بالقوات الإسبانية في 22 يوليو 1921. وقد أصبحت هذه المعركة تُعرف في الذاكرة الإسبانية باسم كارثة أنوال. تختلف التقديرات حول عدد الجنود الإسبان الذين شاركوا في المعركة، إذ تشير بعض الروايات إلى أنهم بلغوا نحو 15,000، في حين تزعم أخرى أن عددهم وصل إلى 25,000 جندي. أما عدد المقاتلين الريفيين فكان يقارب 4,000 مقاتل، اعتمدوا على حرب العصابات رغم افتقارهم إلى التدريب العسكري والأسلحة الحديثة. ويُقال إن حوالي 600 جندي إسباني فقط نجا من المعركة، بينما قُتل الباقون، وأن الجنرال سيلفستري أقدم على الانتحار عقب الهزيمة.
دارت المعركة على أراضي قبيلة آيت ولشك، وقد لعب سكانها المحليون دورًا حاسمًا في هزيمة القوات الإسبانية. ومع تراجع النفوذ الإسباني، سعى عبد الكريم الخطابي إلى توحيد القبائل ذات الأصل الريفي وأعلن جمهورية الريف (1921–1926)، في محاولة للاستقلال عن الاحتلال الإسباني وأيضًا عن سلطان المغرب يوسف بن الحسن.

## الهجرة
أصبح أفراد قبيلة آيت ولشك اليوم منتشرين بشكل رئيسي في أوروبا. فقد شهد عام 1964 توقيع اتفاقية عمل مع بلجيكا، تلتها اتفاقية مماثلة مع هولندا في عام 1969، تم بموجبها توظيف العديد من المهاجرين في القطاعات الصناعية والتعدينية في كلا البلدين.[1] وقد شملت الموجة الأولى من الهجرة أفرادًا من قبائل تمسمان، وآيت ولشك، وآيت توزين، وآيت سعيد، وكانت الوجهة الأساسية آنذاك هي فرنسا،[1] لكن أفراد هذه القبائل باتوا اليوم منتشرين في مختلف أنحاء أوروبا.

## النسب
الفرق والفروع التقليدية لقبيلة آيت أوليشك هي كما يلي:
| قبيلة          | فصيل              | السلالة التقليدية |
| -------------- | ----------------- | ----------------- |
| آيت أوليتشك    | بن الطيب          | نفزة              |
|                | سيدي مسعود        | الغربيين          |
|                | سنوي, ذر يو باران | وثني              |
| المصدر صفحة 20 |                   |                   |

تُنسب الأصول النفزية في منطقة الريف إلى عدد من القبائل، أبرزها آيت أوليشك، وآيت توزين، وتافرسيت، بالإضافة إلى الجماعات الحدودية ضمن قبيلتي تمسمان وغزناية. فقد كانت القبائل الخمس (آيت أوليشك، آيت توزين، تافرسيت، تمسمان، وآيت سعيد) تحت حلف قبيلة آيت يصليتن أو بني يصليتن بالعربية حسب تقسيم المؤرخ أحمد الطاهري 
أما مصطلح "الإغاربة" فيُطلق على أولئك الغرباء من أصول عربية الذين تزوجوا من داخل قبيلة آيت أوليشك. ولا يُواجه الإغاربة أي شكل من أشكال التمييز داخل المجتمع، إذ يُمنحون حقوقًا متساوية ويُشاركون في المناصب الإدارية والحكومية على قدم المساواة.

## شعبة العشيرة
تتألف قبيلة آيت أوليشك من 5 عشائر أو فصائل وهي كالتالي;
1. إمزيلين أحفاد الحدادين: وهم عموماً مهاجرون من أصل زنجي يتولون 3 مهن متوارثة مثل الحداد والكيَّالين والمقاييس والوزَّانين في الأسواق.[4]
2. آيت أزرو أحفاد الصخرة
3. آيت إخلف (متغير بني إخلف) أحفاد الذين يشتغلون
4. آيت جابر (متغير بني يبار) أحفاد جابر
5. آيت عبد السلام من نسل عبد السلام

قسمت وثيقة صادرة عن وفد شؤون السكان الأصليين في عام 1952 الى خمس عشائر الرئيسية وهي.
| الفصائل             | عائلات |
| إمزيلين (17)        | أولاد عبد الرحمن – تاغيلاست – إياعبد اللاتن – إكيددارين – المعين – إيجارشيشن – بوكيداد – إفتاتن – إيشاركين – عمان أيتزمان – إيبينوهين – لاري أوشن – إيباتشيريون – تانوت – إلباين – إسكورين – يوتشيجين. |
| آيت أزرو (16)       | إمدهاريوين – أولاد مهند و أحمد – آيت فراسين – آيت بوزيان – آيت عبد العالي – إدهاريين – إيميرابتن – إيسوسانين – تالغانت – أمهاير – تربياات – تيسبأ – دار عرب – إيغاراغن – إيفاكيهن – أولاد طاهر.        |
| آيت يخلف (14)       | يوسفاتن – آدوي – إيغاردوعان – آيت الجيار – إهروان – تازتوت – إيار إزمورين – إجزرونين – تاغروت – إزيانين – يوهيرين – إزدودين – إيمال-لاتين – إيموتشوين.                                                 |
| آيت جابر (11)       | آيت ياررور – آيت راهو – إفيجارين – آيت علي – إيكابونين – إهاكونن – إيايادين – إهياتن – أولاد ميهاند يو علي – إيايوشن – إيكادريوين.                                                                     |
| آيت عبد السلام (10) | احمودين - إيراندانين - أولاد الحاج علي - المدكون - أولاد الحاج مهند - إيفيوسن - أولاد بن حدوا - أولاد الحاج أحمد - إياتارين - تاليوين.                                                                 |